# White out
White out is een studioalbum van Johannes Schmoelling. Het is een conceptalbum over Antarctica. Het album is deels ook een hoorspel, Schmoelling heeft teksten uit de documentairefilm Antartctica Project van Axel Engstfeld gesampled, maar ook uit een interview met hem. Het thema van het album is de Engelse term Whiteout (witte duisternis) dat omschreven wordt als: "A condition of diffuse light when no shadows are cast, due to a continuous white cloud layer appearing to merge with the white snow surface. No surface irregularities of the snow are visible, but a dark object may be clearly seen. There is no visible horizon". Het is deels gebaseerd op Martin Burckhardts hoorspel Bis ans Ende der Welt.
Naast het onzichtbaar zijn van de horizon, nam Schmoelling ook als thema de moeilijkheid van bijvoorbeeld radiocontact, dat door hetzelfde weertype bemoeilijkt wordt. Het album begint dan ook met enige ruis, waar af en toe geknetter in te horen is. Ook gedurende het verdere verloop van het album valt de "verbinding" af en toe weg.

## Musici
- Johannes Schmoelling – synthesizers, elektronica

## Muziek
| Nr. | Titel                  | Duur  |
| --- | ---------------------- | ----- |
| 1.  | White out              | 12:01 |
| 2.  | Navigator's chatter    | 5:46  |
| 3.  | Native eye, native ear | 6:50  |
| 4.  | Ice walk               | 6:09  |
| 5.  | The big nail           | 4:38  |
| 6.  | A great continent      | 8:17  |
| 7.  | Anian path             | 5:14  |